# Hippolytus (aartsbisschop van Gniezno)
Hippolytus of Hipolit was de tweede aartsbisschop van Gniezno.

## Biografie
Door het gebrek aan betrouwbare bronnen is er weinig over zijn afkomst en leven bekend. De middeleeuwse historicus Jan Długosz beweerde dat de aartsbisschop een Romeinse edelman was. Hedendaagse onderzoekers gaan er ook vanuit dat Hippolytus een buitenlander was, maar kunnen niet met zekerheid zijn afkomst vaststellen. De aartsbisschop heeft vermoedelijk Bolesław I van Polen gekroond.
Het overlijden van de aartsbisschop in 1027 wordt kort vermeld in de Annalen van Krakau:
1027. "Ypolitus archiepiscopus obiit. Bossuta succ[edit]."
Hippolytus zou in de Basiliek van Gniezno zijn begraven.